# Atjosa
Atjosa (vitryska: Ачоса) är ett vattendrag i Belarus. Det ligger i den östra delen av landet, 300 kilometer sydost om huvudstaden Minsk.
I omgivningarna runt Atjosa växer i huvudsak blandskog. Runt Atjosa är det ganska glesbefolkat, med 31 invånare per kvadratkilometer.